# 天地を喰らう (アーケードゲーム)
『天地を喰らう』（てんちをくらう、英題：Dynasty Wars）は、1989年4月に稼働したカプコンのアーケード用ベルトスクロールアクションゲーム。本宮ひろ志の漫画『天地を喰らう』を原作としている。
1990年には欧州および北米でAmiga、Amstrad CPC、Atari ST、コモドール64、PC/AT互換機、ZX Spectrumに移植され、1994年には日本国内にてPCエンジンSUPER CD-ROM²に移植された。
アーケード版はゲーム誌『ゲーメスト』の企画「第3回ゲーメスト大賞」（1989年度）において大賞6位、ベストアクション賞4位、ベスト演出賞5位を獲得した。

## システム
レバーと3つのボタン（左攻撃、右攻撃、計略）を操作してベルトスクロール型のステージを進んでゆく。
攻撃ボタンを押しっぱなしにすることで攻撃の威力を高める「溜め」が可能。また、レバーによる移動方向と攻撃ボタンによる攻撃方向が分かれているため、前方に進みつつ後方を攻撃するなどの操作（ショット方向撃ち分け）が可能といった特徴がある。
攻撃ボタンのみを使った必殺技に「流星剣」と「真空剣」がある。前者は攻撃ボタンの連打、後者は攻撃ボタンの「溜め」から繰り出す。
プレイヤーキャラクターの体力は画面上部に数字で表現されている。これはレベルアップすることで上限を上げることが可能。
使用する武器はパワーアップアイテムの青い球を2つ集めて出す「武器パネル」を取ることでより強力なものにできる。
計略ボタンを使用することでプレイヤーキャラクターの一定の体力と引き換えに画面ごとに「策略」を繰り出す。この策略は各シーンごとに火計・爆裂・落石・伏兵の4種類が自動的に選ばれる。なお、プレイヤーキャラクターの体力はステージをクリアしても完全回復しないので、体力回復アイテムを取りながら慎重に策略を出す必要がある。

## ステージ構成
- ROUND1「大興山」ボス ＝ 程遠志、鄧茂
- ROUND2「汜水関」ボス ＝ 大男
- ROUND3「鉄門峡」ボス ＝ 張角、張梁、張宝
- ROUND4「竜門谷」ボス ＝ 華雄
- ROUND5「虎牢関」ボス ＝ 呂布
- ROUND6「洛陽」ボス ＝ 張済、樊稠
- ROUND7「滎陽城」ボス ＝ 李儒
- ROUND8「郿塢城」ボス ＝ 董卓

## 登場キャラクター

### プレイヤー武将
張飛、関羽、趙雲、劉備の4人が使用可能。この4人から1人をプレイヤーとして選択する。2人同時プレイの場合は2人を選択する。
張飛と関羽はパワー型、趙雲と劉備はスピード＆計略型といったようにタイプ分けされている。

### 敵将
プレイヤー武将と同様に馬に乗って攻撃してくる。また、会話シーンがある。
程遠志、鄧茂
ROUND1のステージボス。黄巾党の幹部たち。
張梁、張宝
ROUND2の中ボスおよびROUND3のステージボス。張角の弟たち。
ROUND2の終盤では大男たちをプレイヤー武将に差し向けてくる。
張角
ROUND3のステージボス。黄巾党の教祖。弟たちとともに登場する。
胡軫
ROUND4の中ボス。流星錘を振り回してくる。
華雄
ROUND4のステージボス。
李傕
ROUND5の中ボスの一番手。
郭汜
ROUND5の中ボスの二番手。
呂布
ROUND5のステージボスおよびROUND8の中ボス。
ROUND5とROUND8では攻撃パターンが変化する。
張済、樊稠
ROUND6のステージボス。
徐栄
ROUND7の中ボス。斧を使って戦う老将。
李儒
ROUND7のステージボス。他の敵将とは違い、軍師の格好をして妖術で戦う。
董旻
ROUND8の中ボス。董卓の影武者。
董卓
ROUND8のステージボス。本作の最終ボス。

### その他の人物
諸葛亮
プレイヤー武将がレベルアップしたりピンチに陥ったりするとゲージ中の会話シーンでアドバイスを出してくれる。
火虎、周超、宋仁、宋勇
策略で「伏兵」が選択可能な状態で登場する助っ人キャラクター。プレイヤー武将ごとに登場キャラクターが設定されている。
もとは原作漫画のオリジナルキャラクターたちで、原作の終盤では全員死亡する。

## 続編について
本作のゲームクリア後のエンディングには続編の『天地を喰らうII 赤壁の戦い』の製作決定の告知がされていた。
そして1992年に『天地を喰らうII 赤壁の戦い』はアーケードで稼働したが、キャラクターが常時馬上で戦う本作とは違い、普通のベルトスクロール型になった。また、プレイヤーキャラクターは劉備と入れ替わる形で黄忠と魏延が加わった。
『カプコン ベルトアクション コレクション』（2018年）には『天地を喰らうII 赤壁の戦い』のみが収録され、本作は収録されていない。

## 移植版
| No. | タイトル                     | 発売日            | 対応機種                                                        | 開発元                 | 発売元        | メディア           | 型式      | 売上本数 | 備考                                    |
| --- | ---------------------------- | ----------------- | --------------------------------------------------------------- | ---------------------- | ------------- | ------------------ | --------- | -------- | --------------------------------------- |
| 1   | Dynasty Wars                 | 1990年            | Amiga Amstrad CPC Atari ST コモドール64 PC/AT互換機 ZX Spectrum | Tiertex Design Studios | U.S. Gold     | フロッピーディスク | -         | -        | 北米ではAmiga版とコモドール64版のみ発売 |
| 2   | 天地を喰らう                 | 1994年6月17日     | PCエンジンSUPER CD-ROM²                                         | NECアベニュー クエスト | NECアベニュー | CD-ROM             | NAPR-1030 | -        |                                         |
| 3   | カプコンアーケードスタジアム | INT 2021年2月18日 | Nintendo Switch                                                 |                        | カプコン      | ダウンロード       | -         | -        | アーケード版の移植                      |
| 4   | カプコンアーケードスタジアム | INT 2021年5月25日 | PlayStation 4 Xbox One PC(Steam)                                |                        | カプコン      | ダウンロード       | -         | -        | アーケード版の移植                      |

PCエンジン版
1994年6月17日にSUPER CD-ROM2用ソフトとしてNECアベニューより発売。ハードの性能差によるスプライト表示の制約上、キャラクターが一回り小さく描画されており、同一画面に登場する敵キャラクター数も減少している。また、1人プレイ専用となり、「策略」は画面中の敵にダメージというメガクラッシュという形に全て統一された。全体的にアーケード版と比べると見劣りする移植になっているが、ゲーム性は原作にほぼ準ずる仕様である。また、ライフ+残機制を併用のPCエンジンモードが追加されており、このモードはアーケード版より難易度が下げられているのでクリアしやすくなっている。また必殺技の流星剣もアーケード版よりも出しやすい。
PCエンジン版の独自要素として、アーケード版ではカプコン社員による演技だった各キャラクターのボイスに、声優である林延年、堀川亮、緑川光、菅谷勇、掛川裕彦、宮内幸平、佐藤浩之などの青二プロ系のキャストを起用し、プレイヤーの4人の武将にそれぞれ専用のボイスが割り当てられた（オプションでアーケード版と同様の音声でプレイも可）。また敵武将やイベントシーンにも全てボイスが割り当てられており、この辺りはアーケード版を大きくパワーアップさせた形になっている。なお、プレイ中は進行状況に応じてマップデータをCDから読み取る仕様のため、各ラウンド内のBGMは内蔵音源で演奏される。ラウンドクリアやランキングなどデモ関連はCD音源でアレンジされたものが使用された。
この他にも、アーケード版ではデモ画面の文字フォントがひらがなのみだったものを、PCエンジン版ではシステムカードの内蔵フォントを使用して漢字カナ混じりで読みやすいものにしていたり、エンディングではオリジナル版にあった「『天地を喰らうII 赤壁の戦い』につづく」の告知テロップは削除されたが、郷里大輔のナレーションによるエピローグや、CD音源で演奏されるオリジナルのBGMをバックに、原作の漫画から多数のカットや製作スタッフクレジットが表示されるエンドロールが追加されている。
Nintendo Switch カプコンアーケードスタジアム
2021年2月18日発売の用Nintendo Switchソフト『カプコンアーケードスタジアム』に本作が収録される。家庭用では初の完全移植となる。

## 音楽
サウンドトラック
- 『ストライダー飛竜 -G.S.M. CAPCOM 2-』（1989年5月21日。他のカプコン作品の曲と併録）

## スタッフ
アーケード版
- プロデューサー：KIHAJI OKAMOTO（岡本吉起）
- ゲーム・デザイナー：POO（船水紀孝）、S.SATO、片岡謙治
- プログラマー：Y.MUTSUNOBU、M.KOBAYASHI、綱崎裕三
- オブジェクト・デザイナー：KURICHAN（栗原明美）、Y.TAMAGO、M.TANABE、M.MATSUURA、坂下眞司
- スクロール・デザイナー：FUKUMOYAN（福本容子）、M.KONISHI、M.MIYAO、M.KOIZUMI
- サウンド・ミュージック：後藤真奈美
- イラストレーション：新谷さゆり

PCエンジン版
- プロデューサー：岡田紀子、多部田俊雄、小座間隆
- プログラマー：和田誠、山崎由喜憲、山口守
- グラフィック：井上博子、多田久美子、阪本英樹、萱島啓子、熊倉賢一、高橋学
- データ：八代智子、田中芸国、久我仁志
- 音楽：ティーズミュージック
- 声優：緑川光、菅谷勇、掛川裕彦、林延年、堀川亮、宮内幸平、郷里大輔、佐藤浩之
- エグゼクティブ・プロデューサー：石原幸男
- スペシャル・サンクス：武田和彦、明賀裕美子、和田一美、真木修一、石山典子、衛藤浩二、尾崎良雄、久保直司、株式会社クエスト、株式会社青二プロダクション、タクトスタジオ、株式会社カプコン

## 評価
アーケード版
ゲーム誌『ゲーメスト』の企画「第3回ゲーメスト大賞」（1989年度）において大賞6位を獲得、その他にベストアクション賞で4位、ベスト演出賞で5位、プレイヤー人気で4位、年間ヒットゲームで5位を獲得した。また、1991年にそれまで稼働されていたアーケードゲーム全てを対象に行われた『ゲーメスト』読者の人気投票によるゲーメストムック『ザ・ベストゲーム』では35位を獲得した。さらに、1998年に刊行されたゲーメストムック『ザ・ベストゲーム2』では、「大きな特徴は、キャラクターの顔が画面下に表示され、必殺技を使うときやダメージをくらったときには、声を発したり、顔が変化するというところ。この斬新なアイデアはキャラクターの重要性が後のゲームにも影響を与えた」、「細かい動きが妙にリアルで、細かいところにも力を入れられたゲームというのが印象的だ」、「ステージの最後にはそれぞれのボスキャラが待ち受けていて、歴史の中の人物が名乗りを上げて登場してくるシーンは三国志ファンを歓喜させた」とキャラクター造形や原作の再現性などに関して肯定的なコメントで紹介されている。
PCエンジン版
ゲーム誌『ファミコン通信』の「クロスレビュー」では6・5・5・4の合計20点（満40点）、『電撃PCエンジン』では55・65・70・70の平均65点（満100点）、『PC Engine FAN』の読者投票による「ゲーム通信簿」での評価は以下の通り19.3点（満30点）となっている。
| 項目 | キャラクタ | 音楽 | お買得度 | 操作性 | 熱中度 | オリジナリティ | 総合 |
| 得点 | 3.7        | 3.2  | 3.1      | 3.2    | 3.2    | 2.9            | 19.3 |